# Leptodactylus pustulatus
Leptodactylus pustulatus là một loài ếch thuộc họ Leptodactylidae.
Đây là loài đặc hữu của Brasil.
Môi trường sống tự nhiên của chúng là xavan ẩm, vùng cây bụi ẩm khu vực nhiệt đới hoặc cận nhiệt đới, đầm nước ngọt, vùng đồng cỏ, vườn nông thôn, các vùng đô thị, và ao.